# Homofòbia liberal
L'homofòbia liberal és un grau d'homofòbia que tolera l'homosexualitat mentre es mantingui oculta. Així, defenen que l'Estat es limite a respectar la seua vida privada, sense donar-los més importància en les institucions, és a dir, sense que puguen fer quelcom en la vida pública.

## Terme
Autors com Alberto Mira (1965–) i Daniel Borrillo (1961–) ho utilitzen com un tipus d'homofòbia, prevalent en la societat espanyola des de la dècada de 1980 i hereva de l'homofòbia de l'esquerra del segle xx, es caracteritza pel «sí, però...»: es tolera benvolentment l'homosexualitat, a condició del silenci de la condició homosexual, de l'assimilació i de l'acceptació de la «normalitat» del model heterocentrista, «pel seu propi bé». Es critica l'exhibició de les plomes per la seva visibilitat, qualsevol marca de subcultura o estètica LGBT i les manifestacions al carrer. Qualsevol transgressió de l'heteronorma és rebutjada com a victimista, consciència de gueto, activista o proselitista. En paraules de Mira:
| «                                  | Es extraordinariamente simple: «Sí, pero…». En esta estructura sintáctica se inserta cualquier tipo de enunciado: «Los homosexuales son maravillosos y muy amigos míos pero deben abandonar la pluma; los homosexuales son personas como todos pero el exhibicionismo que manifiestan está fuera de lugar». Hay un límite que todavía cuesta superar: el de las imágenes positivas o la reivindicación. | » |
| — Alberto Mira, De Sodoma a Chueca | |   |

El seu origen es pot trobar al segle xix i el seu major representant va ser l'endocrinòleg i escriptor espanyol Gregorio Marañón (1887-1960), que s'oposava a la criminalització de l'homosexualitat, però advocava per la seva ocultació. Durant el segle xx, aquest pensament va ser recolzat per l'esquerra. És coneguda l'opinió del polític i sociòleg madrileny Enrique Tierno Galván (1918-1986):
| «                                                        | No, no creo que se les deba castigar. Pero no soy partidario de conceder libertad ni de hacer propaganda del homosexualismo. Creo que hay que poner límites a este tipo de desviaciones, cuando el instinto está tan claramente definido en el mundo occidental. La libertad de los instintos es una libertad respetable..., siempre que no atente en ningún caso a los modelos de convivencia mayoritariamente aceptados como modelos morales positivos. | » |
| — Enrique Tierno Galván en la revista Interviú (en 1977) | |   |